# Équipe d'Écosse de rugby à XV au Tournoi britannique 1903
L'équipe d'Écosse a terminé première du Tournoi britannique de rugby à XV 1903 en remportant trois victoires et la triple couronne par la même occasion. 
Cette victoire est la septième d’une longue série de neuf victoires en vingt-deux ans dans le tournoi, de 1886 à 1907. 
Cette équipe compte alors des joueurs de talent comme Mark Morrison, William Scott, Ernest Simson, David Bedell-Sivright, Alec Timms.
Vingt joueurs ont contribué à ce succès. 

## Avants
- David Bedell-Sivright (2 matchs)
- Fatty Cairns (3 matchs)
- John Dallas (1 match, 1 essai, 3 points)
- James Greenlees (3 matchs)
- Norman Kennedy (3 matchs)
- William Kyle (3 matchs, 1 essai, 3 points)
- Mark Morrison (2 matchs)
- Jimmy Ross (1 match)
- William Scott (3 matchs)
- Leonard West (3 matchs)

## Demi de mêlée
- John Knox (3 matchs)

## Demi d'ouverture
- Ernest Simson (3 matchs, 1 essai, 3 points)

## Trois-quarts centre
- Andrew Drybrough (1 match)
- Hugh Orr (3 matchs)
- Alec Timms (2 matchs, 1 drop, 1 pénalité, 7 points)

## Trois-quarts aile
- John Crabbie (2 matchs, 1 essai, 3 points)
- Alfred Fell (2 matchs)
- C. France (1 match)
- James MacDonald (1 match)

## Arrière
- Walter Forrest (3 matchs)

## Résultats des matchs
| Le 7 février à Inverleith, Édimbourg  | Écosse     | 6 - 0  | Galles  |
| Le 28 février à Inverleith, Édimbourg | Écosse     | 3 - 0  | Irlande |
| Le 21 mars à Richmond                 | Angleterre | 6 - 10 | Écosse  |

## Points marqués par les Écossais

### Match contrePays de Galles
- William Kyle (1 essai, 3 points)
- Alec Timms (1 pénalité, 3 points)

### Match contreIrlande
- John Crabbie (1 essai, 3 points)

### Match contreAngleterre
- John Dallas (1 essai, 3 points)
- Ernest Simson (1 essai, 3 points)
- Alec Timms (1 drop, 4 points)

## Meilleur réalisateur
- Alec Timms (1 drop, 1 pénalité, 7 points)

## Meilleur marqueur d'essais
- John Crabbie, John Dallas, Ernest Simson, William Kyle, 1 essai.